# 仁淀川町
仁淀川町（日语：／ Niyodogawa chō）是位於日本高知縣西北部的町，地處高知縣和愛媛縣的邊境。境內約89.3%的面積被森林覆蓋。北邊鄰四國山脈，仁淀川由西向東流經城鎮中心，當地人口多集中在境內的河川沿岸與陡峭的斜坡上。連接高知市和松山市的國道33號則沿著仁淀川延伸。

## 地理

### 氣候
當地平均氣溫約為15度。由於仁淀川町在梅雨季節的降雨量相當多，加上夏秋兩季的颱風帶來的大量降雨，部分地區的年降雨量可達2500毫米，且冬季時會下雪。

## 歷史

### 行政區域變遷
- 1889年4月1日：實施町村制，現在的轄區在當時分屬：
  - 吾川郡：富岡村、池川村、大崎村、名野川村。
  - 高岡郡：別府村、長者村。
- 1913年4月1日：池川村改制為池川町。
- 1941年7月1日：池川町和富岡村合併為新設置的池川町。
- 1943年5月1日：大崎村的部份地區被併入池川町。
- 1954年7月20日：長者村的部份地區被併入越知町。
- 1954年9月1日：別府村和長者村合併為仁淀村。
- 1955年2月1日：大崎村和名野川村合併為吾川村。
- 2005年8月1日：池川町、吾川村、仁淀村合併為仁淀川町。[5]

### 變遷表
| 1889年4月1日             | 1889年 - 1926年     | 1926年 - 1954年         | 1955年 - 1989年     | 1989年 - 現在         | 現在                  |
| ------------------------ | ------------------- | ----------------------- | ------------------- | --------------------- | --------------------- |
| 富岡村                   | 富岡村              | 1941年7月1日 池川町     | 池川町              | 2005年8月1日 仁淀川町 | 2005年8月1日 仁淀川町 |
| 池川村                   | 1913年4月1日 池川町 | 1941年7月1日 池川町     | 池川町              | 2005年8月1日 仁淀川町 | 2005年8月1日 仁淀川町 |
| 大崎村                   | 大崎村              | 1943年5月1日 併入池川町 | 池川町              | 2005年8月1日 仁淀川町 | 2005年8月1日 仁淀川町 |
| 大崎村                   | 大崎村              | 大崎村                  | 1955年2月1日 吾川村 | 2005年8月1日 仁淀川町 | 2005年8月1日 仁淀川町 |
| 名野川村                 |                     |                         | 1955年2月1日 吾川村 | 2005年8月1日 仁淀川町 | 2005年8月1日 仁淀川町 |
| 別府村                   | 別府村              | 1954年9月1日 仁淀村     | 1954年9月1日 仁淀村 | 2005年8月1日 仁淀川町 | 2005年8月1日 仁淀川町 |
| 長者村                   |                     | 1954年9月1日 仁淀村     | 1954年9月1日 仁淀村 | 2005年8月1日 仁淀川町 | 2005年8月1日 仁淀川町 |
| 1954年7月20日 併入越知町 |                     |                         |                     |                       |                       |

## 產業
當地的產業包括林業與茶葉種植。由於仁淀川町南部設有開採石灰石的砂石場，因此當地從事第二級產業的人口比例較高。

## 觀光
- 中津溪谷
- 岩屋川溪谷
- 安居溪谷
- 鳥形山森林植物公園
- 秋葉祭

## 學校
町內的高知縣立仁淀高等學校在2011年3月廢校。

## 本地出身人物
- 金子直吉：企業家
- 吉田類：酒場詩人

## 外部連結
- 官方网站 （日語）
- 仁淀川漁業協同組合 （页面存档备份，存于）（日語）